# Lyons (Kansas)
Lyons is een plaats (city) in de Amerikaanse staat Kansas, en valt bestuurlijk gezien onder Rice County.

## Demografie
Bij de volkstelling in 2000 werd het aantal inwoners vastgesteld op 3732.
In 2006 is het aantal inwoners door het United States Census Bureau geschat op 3489, een daling van 243 (-6,5%).

## Geboren in Lyons
- Marcia Rodd (8 juli 1940), actrice

## Geografie
Volgens het United States Census Bureau beslaat de plaats een oppervlakte van
5,6 km², geheel bestaande uit land. Lyons ligt op ongeveer 497 m boven zeeniveau.

## Plaatsen in de nabije omgeving
De onderstaande figuur toont nabijgelegen plaatsen in een straal van 20 km rond Lyons.